# Збагачувальна фабрика Лейнстер
Збагачувальна фабрика Лейнстер – підприємство гірничодобувної галузі на заході Австралії. 
В 1978 році почалась розробка нікелевого родовища Лейнстер, продукція якого проходила через належну до нього збагачувальну фабрику. Отриманий концентрат з вмістом нікелю 10% – 12% відправляли на плавильний завод Калгурлі, який пройшов певну модифікацію для роботи з продукцією рудника Лейнстер. Доставку концентрату здійснювали автотранспортом з наступною перевалкою на залізницю. 
Первісно фабрика мала пропускну здатність у 350 тисяч тонн руди на рік, а в 1980 та 1984 роках пройшла два етапи модернізації зі збільшенням потужності до 500 та 750 тисяч тонн відповідно. Вже у першій половині 1990-х почали розширення до показника у 2 млн тонн, в подальшому ж пропускну затність довели до 3 млн тонн руди на рік.
В другій половині 2000-х фабрика також переробляла продукцію рудника Ватерлоо, проте вже у 2008-й його закрили.
З 2009-го за шість десятків кілометрів від фабрики почав роботу рудник Кліффс, продукція якого доправляється на збагачувальний майданчик у Лейнстері. Руда з Кліффс має підвищений вміст нікелю, що дозволяє підтримувати якісні характеристики концентрату.